# لاري باتلر
لاري باتلر (بالإنجليزية: Larry Butler)‏ هو لاعب كرة القدم الكندية أمريكي، ولد في 10 يوليو 1952 في جونسون سيتي في الولايات المتحدة.